# Paweł Ciołkosz
Paweł Ciołkosz (ur. 17 października 1982 w Dębicy) – polski aktor teatralny, filmowy oraz dubbingowy.

## Życiorys
W 2007 roku ukończył studia w Akademii Teatralnej w Warszawie. W latach 2007–2010 był aktorem Teatru Współczesnego w Warszawie. W latach 2011–2014 był aktorem Teatru Polskiego w Warszawie. W lutym 2018 roku uzyskał stopień doktora w dziedzinie sztuk teatralnych.

## Filmografia
- 2005: Egzamin z życia (odc. 4)
- 2006: Kryminalni jako Janek (odc. 51)
- 2006: Fala zbrodni (odc. 74)
- 2007: Na Wspólnej jako Sylwester
- 2007: Plebania jako agent
- 2007: Braciszek jako nowicjusz
- 2007: Barwy szczęścia jako Grzesiek, członek ekipy Michała
- 2008: Twarzą w twarz jako pracownik banku
- 2008: Ranczo jako Zygmunt (odc. 40)
- 2009: Sprawiedliwi jako Jan
- 2009: Generał – zamach na Gibraltarze jako Adam Kułakowski
- 2009: Generał jako Adam Kułakowski
- 2010: Ojciec Mateusz jako asystent prokurator Agaty (odc. 36)
- 2012–2013: Wszystko przed nami jako Leszek Kozak
- 2013: Wałęsa. Człowiek z nadziei jako tajniak
- 2013: Ambassada jako Staszek, przyjaciel Melanii
- 2014: Prawo Agaty jako Emil Michalak (odc. 73)
- 2014–2015: Barwy szczęścia jako Szymon Kaleta, ojciec Uli
- 2015: Na dobre i na złe jako Marcin, mąż Ewy (odc. 591)
- 2015: Komisarz Alex jako Piotr Czarnecki, agent Reniaka (odc. 79)
- 2015: Czerwony pająk jako prezenter telewizyjny
- 2015–2016: Singielka jako Konrad Wilczyński, bloger „Samotny Wilk”
- 2018–2019: Za marzenia jako Daniel Jakubczyk, organizator konkursu „TopVisage”
- 2018: W rytmie serca jako Daniel Kotecki, robotnik budowlany (odc. 15)
- 2018: Na dobre i na złe jako Eryk
- od 2018: Przyjaciółki jako Tomasz
- 2019: M jak miłość jako Krystian (odc. 1431)
- 2019: Adwokat jako Kuba Biernacki
- 2019–2020: Echo serca jako Maciej Malinowski
- od 2019: Korona królów jako Stanisław ze Skarbimierza
- 2020: Mały zgon jako policjant w szpitalu (odc. 4)
- 2020: Pewnego razu w ogródkach działkowych jako dowódca antyterrorystów
- 2020: Zawsze warto jako terapeuta Adam Sawicki
- 2021: Teściowie jako Tomasz Wilk

## Dubbing
- 2019: Kraina lodu II – Kristoff
- 2019: Avengers: Koniec gry – Steve Rogers / Kapitan Ameryka
- 2019: Kapitan Marvel – Steve Rogers / Kapitan Ameryka
- 2019: Ralph Demolka w internecie – Sonic
- 2018: Spider-Man: Uniwersum – Wujek Aaron / Prowler
- 2018: Kosmiczne kurczaki w kosmosie – Chuck
- 2018: Super Drags – Donizete / Scarlet Carmesim
- 2018: Wojna krwi: Wiedźmińskie opowieści – Woźnica
- 2018: Lego DC Super-Villains – Nightwing
- 2018: Hotel Transylwania 3 – Jonathan
- 2018: Shadow of the Tomb Raider –
  - Sammy,
  - Mieszkańcy Kuwak Yaku
- 2018: Mroczne umysły
- 2018: Patryk – Harry
- 2018: Jabłko i Szczypior – Jabłko
- 2018: Czarna Pantera: Wakanda ma kłopoty – Kapitan Ameryka
- 2018: Wyszczekani – Persephone
- 2018: Detroit: Become Human – Kapitan Jeffrey Fowler
- 2018: Avengers: Wojna bez granic – Steve Rogers / Kapitan Ameryka
- 2018: Piotruś Królik – Chris
- 2018: Scooby-Doo! i Batman: Odważniaki i straszaki – Plastic Man
- 2018: Jaskiniowiec – Dug
- 2018: Więzień labiryntu: Lek na śmierć – Vince
- 2018: Tedi i mapa skarbów – Mumia
- 2018: Fernando – Dos
- 2017: Paddington 2
- 2017: Magiczna zima Muminków – Włóczykij
- 2017: Pierwsza gwiazdka – Zach
- 2017: Kraina lodu. Przygoda Olafa – Kristoff
- 2017: Lego Marvel Super Heroes: Avengers Reassembled – Kapitan Ameryka
- 2017: Emotki. Film – Minek
- 2017: Módl się o deszcz – Skorpion
- 2017: Alfa i Omega: Wyprawa do królestwa niedźwiedzi – Humphrey
- 2017: Spider-Man: Homecoming – Steve Rogers / Kapitan Ameryka
- 2017: Transformers: Ostatni rycerz
- 2017: Nie ma jak w rodzinie – Frank Murphy
- 2017: Kapitan Ameryka: Pierwsze starcie – Steve Rogers / Kapitan Ameryka
- 2017: Siedmiu krasnoludków i ja – Tata
- 2017: Zając Max ratuje Wielkanoc – Spoczek
- 2017: Power Rangers – Alpha 5
- 2017: Alfa i Omega: Zima zła – Humphrey
- 2017: Brickleberry – Denzel Jackson
- 2017: Alfa i Omega: Dino afera – Humphrey
- 2017: Mirette na tropie – Vittorio
- 2017: Pokémon seria: XYZ –
  - Alain,
  - Tierno
- 2017: Kraina lodu: Światła Północy –
  - Kristoff,
  - Sven
- 2016: Dishonored 2
- 2016: Call of Duty: Infinite Warfare – Sierżant Maynard Griffin
- 2016: Scooby-Doo! i WWE: Potworny wyścig – Kofi Kingston
- 2016: Sekretne życie zwierzaków domowych – Ozone
- 2016: Kosmiczna jazda. Hau hau mamy problem – Czip
- 2016: Legion samobójców
- 2016: Matka i córka: Droga do marzeń – Spiker
- 2016: Lego Gwiezdne wojny: Przebudzenie Mocy – Robotnik Ruchu Oporu
- 2016: Dzień Niepodległości: Odrodzenie – Floyd Rosenberg
- 2016: Wojownicze żółwie ninja: Wyjście z cienia – Raphael
- 2016: Soy Luna – Miguel Valente
- 2016: Kapitan Ameryka: Wojna bohaterów – Steve Rogers / Kapitan Ameryka
- 2016: K3 – Tony Razzo
- 2016: Dzielny kogut Maniek – Maniek
- 2016: Atomówki – As
- 2016: Epoka lodowcowa: Wielkanocne niespodzianki
- 2016: Kalifornijski guru – David
- 2016: Robinson Crusoe –
  - Wtorek,
  - Mak
- 2016: Alvin i wiewiórki: Wielka wyprawa
- 2016: Game Shakers. Jak wydać grę? – Projared
- 2015: BoJack Horseman – Peanutbutter
- 2015: The Returned – Thomas „Tommy” Solano
- 2015: Gwiezdne wojny: Przebudzenie Mocy
- 2015: Alfa i Omega: Rodzinne wakacje – Humphrey
- 2015: Strażak Sam i bohaterowie burzy –
  - Tom Thomas,
  - Mike Flood
- 2015: Mów mi wampir – Davis Pell
- 2015: Halo 5: Guardians – Thomas J. Lasky
- 2015: Niech żyje król Julian – Rysiek
- 2015: Wiedźmin 3: Serca z kamienia –
  - Rachmistrz Chociebor Piętka,
  - Ofirscy wojownicy,
  - jeden z gości weselnych
- 2015: Hotel Transylwania 2 – Jonathan
- 2015: Pokémon seria XY: Przygody w Kalos – Tierno
- 2015: Alfa i Omega: Legenda Zębatej Jaskini – Humphrey
- 2015: Astro-małpy – Rymski Szympski
- 2015: Disney Infinity 3.0 – Strach
- 2015: Bystry Bill – Ptyś
- 2015: Teen Beach 2 – Decha
- 2015: Oddział specjalny – Mort
- 2015: Ant-Man – Steve Rogers / Kapitan Ameryka
- 2015: Alfa i Omega: Igrzyska w wilczym stylu – Humphrey
- 2015: W głowie się nie mieści
- 2015: Minionki – Minionek Kevin
- 2015: Turbo – Tito
- 2015: Alvin i wiewiórki – Dave
- 2015: Wiedźmin 3: Dziki Gon
- 2015: Kasia i Mim-Mim – Mim-Mim
- 2015: Avengers: Czas Ultrona – Steve Rogers / Kapitan Ameryka
- 2015: Blaze i mega maszyny – Crusher
- 2015: Loopdidoo – kot Edek
- 2015: Battlefield Hardline
- 2015: Transformers: Robots in Disguise
- 2015: The Order: 1886 – Markiz de La Fayette
- 2015: Fru! – Waldi
- 2015: Max i Shred – pan Papadopoulos
- 2015: Czarownica Emma – Jax
- 2015: Paddington
- 2014: Noc w muzeum: Tajemnica grobowca – Robert Fredericks
- 2014: Hobbit: Bitwa Pięciu Armii – Fíli
- 2014: George prosto z drzewa
- 2014: Pokémon seria: XY – Tierno
- 2014: Violetta – Milton Vinícius
- 2014: Lewy Mikołaj – John Wrigley
- 2014: Świąteczna zadyma w Los Angeles
- 2014: Mój kumpel duch
- 2014: Gwiazdka księżniczki łabędzi – Szambelan
- 2014: Alfa i Omega: Święta w wilczym stylu – Humphrey
- 2014: Sunset Overdrive – Drużynowy Norton
- 2014: Wielka szóstka – Tadashi
- 2014: Piorun i magiczny dom – Carlo
- 2014: Bohaterowie Marvela: Doładowani na maksa – Kapitan Ameryka
- 2014: F1 2014 – Inżynier wyścigowy
- 2014: Geronimo Stilton
- 2014: Akademia tańca
- 2014: Odlotowe agentki
- 2014: Wojownicze Żółwie Ninja – Raphael
- 2014: Kroniki Xiaolin – Mini Dojo
- 2014: Wujcio Dobra Rada – Stefek Pizza
- 2014: Team Hot Wheels – Brandon
- 2014: Rysuj i graj – Justin Willman
- 2014: Rio 2 – Roberto
- 2014: Transformers Prime: Beast Hunters - Predacons Rising – Predaking
- 2014: Totalna Porażka: Plejada gwiazd – Duncan
- 2014: Syn Boży –
  - Tomasz,
  - Barabasz
- 2014: Sarila: Podróż do krainy legend – Markussi
- 2014: Kapitan Ameryka: Zimowy żołnierz – Steve Rogers / Kapitan Ameryka
- 2014: Strażak Sam i wielki pożar w Pontypandy –
  - Tom Thomas,
  - Mike Flood
- 2014: Rodzinka nie z tej Ziemi – Doktor
- 2014: Pac-Man i upiorne przygody – Skeebo
- 2014: Wędrówki z dinozaurami – Gniewko
- 2013: Gdzie jest Gwiazdka? – Ole
- 2013: Hulk i agenci M.I.A.Z.G.I. – Kapitan Ameryka
- 2013: Avengers: Zjednoczeni – Kapitan Ameryka
- 2013: Szczury laboratoryjne –
  - Owen,
  - Scott
- 2013: Littlest Pet Shop – Sunil Nevla
- 2013: Hobbit: Pustkowie Smauga – Fíli
- 2013: Battlefield 4 – Kimble „Irish” Graves
- 2013: Teen Beach Movie – Decha
- 2013 : Henio Tulistworek – Kazik
- 2013: Percy Jackson: Morze potworów – Grover Underwood
- 2013: Uniwersytet potworny – Terry
- 2013: Gra Endera – Bonzo Madrid
- 2013: Kraina Lodu – Kristoff
- 2013: Max Steel – Kirby Kowalski
- 2012: Halo 4 – Kapitan Thomas Lasky
- 2012: Hobbit: Niezwykła podróż – Fíli
- 2012: Strażnicy marzeń – Jack Mróz
- 2012: Hotel Transylwania – Jonathan
- 2012: Ralph Demolka – Sonic
- 2012: Pinokio – Pajac Pstryk
- 2012–2016: Wodogrzmoty Małe – Dipper Pines
- 2012: Mega Spider-Man – Kapitan Ameryka
- 2012: Klub Winx − Riven (druga wersja dubbingu)
- 2012: Moja niania jest wampirem – Pottie Hotep „Pączuś”
- 2012: Level Up – Wyatt
- 2012: Niesamowity Spider-Man – Złodziej samochodów
- 2012: Toy Story: Imprezozaur Rex – Gumowa kaczka
- 2012: Avengers – Steve Rogers / Kapitan Ameryka
- 2012: Asterix i Obelix: W służbie Jej Królewskiej Mości – Multidiplomus
- 2012: Redakai: W poszukiwaniu Kairu – Boomer
- 2012: Tulisie. Przygoda w słonecznej krainie – Wiewiór 3
- 2012: Królewna Śnieżka – Renbock
- 2012: Lorax – Ted
- 2012: Koszykarze – Tony Parker
- 2012: Strażak Sam – Tom Thomas
- 2011: Wiedźmin 2: Zabójcy królów – postacie poboczne
- 2011: Jednostka przygotowawcza: Aniołki kontra Ancymony – Lanny
- 2011: Jednostka przygotowawcza – Lenny
- 2011: W jak wypas
- 2011: Rastamysz – Zygzak
- 2011: Artur ratuje gwiazdkę – Artur
- 2011: Power Rangers Samurai – Jayden
- 2011: Ratchet & Clank: 4 za Jednego  – Tharpod
- 2011: The Elder Scrolls V: Skyrim  – Hakon Jedno-Oki
- 2011: Heca w zoo – Shane
- 2011: Aniołki i spółka: Zielona szkoła
- 2011: Pan Popper i jego pingwiny – Nat
- 2011: Lego: Fabryka bohaterów – Furno
- 2011: Brink – Żołnierz ruchu oporu
- 2011: Leci królik – Jay
- 2011: Weź Tubę na próbę
- 2011: Randka z wampirem
- 2011: Lemoniada Gada – Wen
- 2011: Hop – Fred
- 2011: Tara Duncan – Robin
- 2011: Brzęcz jak wiesz – Karl
- 2011: Kung Fu Panda: Legenda o niezwykłości – Peng
- 2011: Scooby Doo i Brygada Detektywów – Ray
- 2011: Pokémon: Czerń i Biel – Luke
- 2011: Boska przygoda Sharpay – Peyton Leverett
- 2011: Gormiti – Toby
- 2011: Akwalans – Milo
- 2010: Safari 3D – Toby
- 2010: Megamocny – Hall
- 2010: Para królów – król Boomer
- 2010–2013: Victoria znaczy zwycięstwo – Andre
- 2010: Miasteczko Halloween II: Zemsta Kalabara
- 2010: Hot Wheels: Battle Force 5 – Stanford
- 2010: Connor Heath: Szpieg stażysta – Connor
- 2010: Geronimo Stilton
- 2010: Hero 108 – Mistrz Chou
- 2010: Big Time Rush – Hawk
- 2010: Totalna Porażka w trasie – Duncan, Ezekiel
- 2010: Czytaj i płacz – Tim
- 2010: Randka z gwiazdą – Christopher Wilde
- 2010: Kick Strach się bać – Brad Buttowski
- 2010: Lego: Clutch Powers wkracza do akcji – Max Powers
- 2010: Percy Jackson i bogowie olimpijscy: Złodziej pioruna – Grover Underwood
- 2010: Batman: Odważni i bezwzględni –
  - Ace Morgan (odc. 28),
  - Kapitan Marvel (odc. 29, 36, 39-40, 52),
  - Hawkman (odc. 31),
  - Jason Rusch / Firestorm (odc. 33, 39, 50),
  - Detektyw Chimp (odc. 38)
- 2010: Rajdek – mała wyścigówka
- 2010: Stich! – Keny
- 2009: Zeke i Luther – Luther
- 2009: Jonas – Van Dyke Tosh i Dennis „DZ” Zimmer
- 2008: Trzecia, róg Ptasiej
- 2009: Super Hero Squad
- 2009: Moje życie ze mną
- 2009: Fanboy i Chum Chum – Boog
- 2009: Infamous – Dallas
- 2009: Jak and Daxter: Zaginiona granica – Jak
- 2009: Astro Boy – Pan Spryskiwacz
- 2009: Plan Totalnej Porażki – Duncan
- 2009: Huntik: Łowcy tajemnic
- 2009: Renifer Niko ratuje święta – Tornado
- 2009: Dzieci Ireny Sendlerowej
- 2009: Ben 10: Alien Swarm – Helio
- 2009: Janosik. Prawdziwa historia
- 2009: Opowieść wigilijna
- 2009: Noc w muzeum 2
- 2009: Gwiazda Kopernika
- 2009: Najlepszy kontakt
- 2009: Klub Winx – Helia
- 2008–2009: Supa Strikas: Piłkarskie rozgrywki – Shaker
- 2008–2009: Wyspa totalnej porażki – Duncan
- 2008: Gwiezdne wojny: Wojny klonów –
  - 4A-7,
  - Kronos-327
- 2008: Gothic 3: Zmierzch bogów
- 2008: Najnowsze wydanie
- 2008: Potwory i piraci – Tytus
- 2008: Lato Muminków – Muminek
- 2008: Tajna misja – Marlon Zen
- 2008–2009: Dom dla Zmyślonych Przyjaciół pani Foster
- 2008: 6 w pracy
- 2007–2009: Szpiegowska rodzinka – Mike

## Teatr
- „Pocztówki z Europy” – Ivory Sutton (reż. Krystyna Janda)
- „To idzie młodość” – Marek (reż. Maciej Englert)
- „Pułapka” – Franz Kafka (reż. Bożena Suchocka)
- „Usta pełne ptaków” – Paul buisnessman, Mężczyzna strażnik więzienny (reż. Paweł Szkotak)
- „MP3” (reż. Mariusz Benoit)
- „Trzy siostry” – Rode Włodzimierz Karłowicz
- „Dowód” – Harold Dobbs (reż. Andrzej Seweryn)
- „Rosencratnz i Guildenstern nie żyją” – Hamlet (reż. Ewelina Kaufman)
- „Ciemności kryją ziemię” – Don Rodrigo (reż. Izabella Cywińska)
- „Proces” (reż. Maciej Englert)
- Oskarżeni. Śmierć sierżanta Karosa Scena Faktu Teatru Telewizji (reż. Stanisław Kuźnik)
- „Matki i synowie”

## Reżyseria dubbingu
- 2018: Scooby-Doo i Batman: Odważniaki i straszaki
- 2017: Potworna rodzinka
- 2017: Nie ma jak w rodzinie
- 2016: Przygody Kota w butach (odc. 27-39)
- 2016: Łowcy trolli (odc. 1-7, 17-18, 20-26)
- 2015: ALVINNN!!! i Wiewiórki

### Nagrody
- 2007 – Pierwsza Nagroda Ministra Kultury i Dziedzictwa Narodowego za rolę Franza w przedstawieniu „Pułapka” i rolę Paula biznesmena w przedstawieniu „Usta pełne ptaków” na XXV Festiwalu Szkół Teatralnych w Łodzi.
- 2007 – nagroda dla aktora o „najbardziej organicznym ruchu ciała” przyznana przez szkołę Reduta Berlin na Festiwalu Szkół Teatralnych w Łodzi.